# SonSon
SonSon (ソンソン?) è un videogioco arcade della Capcom pubblicato nel luglio del 1984. È liberamente ispirato al romanzo cinese Il viaggio in Occidente. 
Il gioco venne pubblicato anche su Famicom in Giappone. Un seguito dal titolo SonSon II fu prodotto per PC Engine. La versione arcade è inclusa nelle raccolte Capcom Generation 3 per PlayStation e Sega Saturn, Capcom Classics Collection per PlayStation 2 e Xbox, Capcom Classics Collection Reloaded per PlayStation Portable e Capcom Coin-Op Classics della Hanaho, con incluso il controller HotRod per il PC. Il gioco venne pubblicato sulla Wii Virtual Console in Giappone il 7 settembre 2010, in Nordamerica il 6 dicembre 2010 e nella regione PAL il 17 dicembre 2010. 

## Modalità di gioco
SonSon è un videogioco a piattaforme, bidimensionale, a scorrimento orizzontale. In singolo il giocatore veste i panni di un ragazzo-scimmia (modellato a immagine di Sun Wukong, dal romanzo) che combatte spostandosi da sinistra verso destra per riuscire a raggiungere infine la grande statua di Buddha, toccando la quale salverà tre suoi compagni, rapiti e tenuti in ostaggio dai nemici; nella modalità in doppio il secondo giocatore controlla TonTon (ovvero Zhu Wuneng nel romanzo).  Gli eroi affrontano i vari antagonisti sul loro percorso, utilizzando un'asta rigida da combattimento con cui sparano palle di fuoco. Si usano un joystick e un tasto, che serve per sparare.
Lo schermo scorre automaticamente e si ferma solo per consentire di affrontare i nemici più ostici. Ci sono sei piattaforme continue, tranne alcune piccole fessure. Sonson e Tonton camminano automaticamente su queste piattaforme. Portando il joystick su o giù essi andranno rispettivamente sulla piattaforma superiore o quella inferiore. Portando il joystick a sinistra, i due protagonisti continueranno ad andare avanti, ma in maniera più lenta; portandolo invece a destra si avrà l'effetto contrario. I due eroi hanno solo un tipo di attacco, ovvero quello di lanciare colpi energetici infuocati dai loro bastoni. Toccare un nemico o un suo proiettile comporta la perdita di una vita. Se si hanno ancora vite, il personaggio giocante torna sul terreno di gioco a cavallo di una nuvola che rende temporaneamente invulnerabile: non appena si sarà mosso, egli perderà la nuvola, riprendendo quindi a camminare normalmente. La nuvola scompare dopo un po' anche se non si procede in alcuna direzione.
Le vite a disposizione sono 4, aumentabili al raggiungimento di determinati punteggi, ma è possibile vincerne altre anche grazie all'accumulo dei potenziamenti, che hanno l'aspetto di vari frutti. Alcuni di essi, una volta raccolti, trasformano invece tutti i nemici presenti nella schermata in frutti che danno punti. Camminare su certe piattaforme può causare la nascita di un germoglio di bambù che dà molti punti extra. Il percorso che SonSon e TonTon devono intraprendere per liberare i loro compagni è lungo 20 chilometri.

## Colonna sonora
Le musiche del videogioco sono state composte da Ayako Mori.

## Curiosità
- In Street Fighter Alpha c'è un negozio chiamato SonSon nello stage di Ryu e Guy. Lo stesso negozio appare in Super Puzzle Fighter II Turbo e Capcom vs.SNK: Millennium Fight 2000.
- In Marvel vs.Capcom 2: New Age of Heroes c'è un personaggio di nome SonSon ed è la nipote del protagonista dell'omonimo videogioco.
- La versione arcade è nota per aver fatto debuttare la Capcom negli Stati Uniti (sotto licenza della Romstar) nel 1984.